# Iglesia de Santa María Magdalena (Menasalbas)

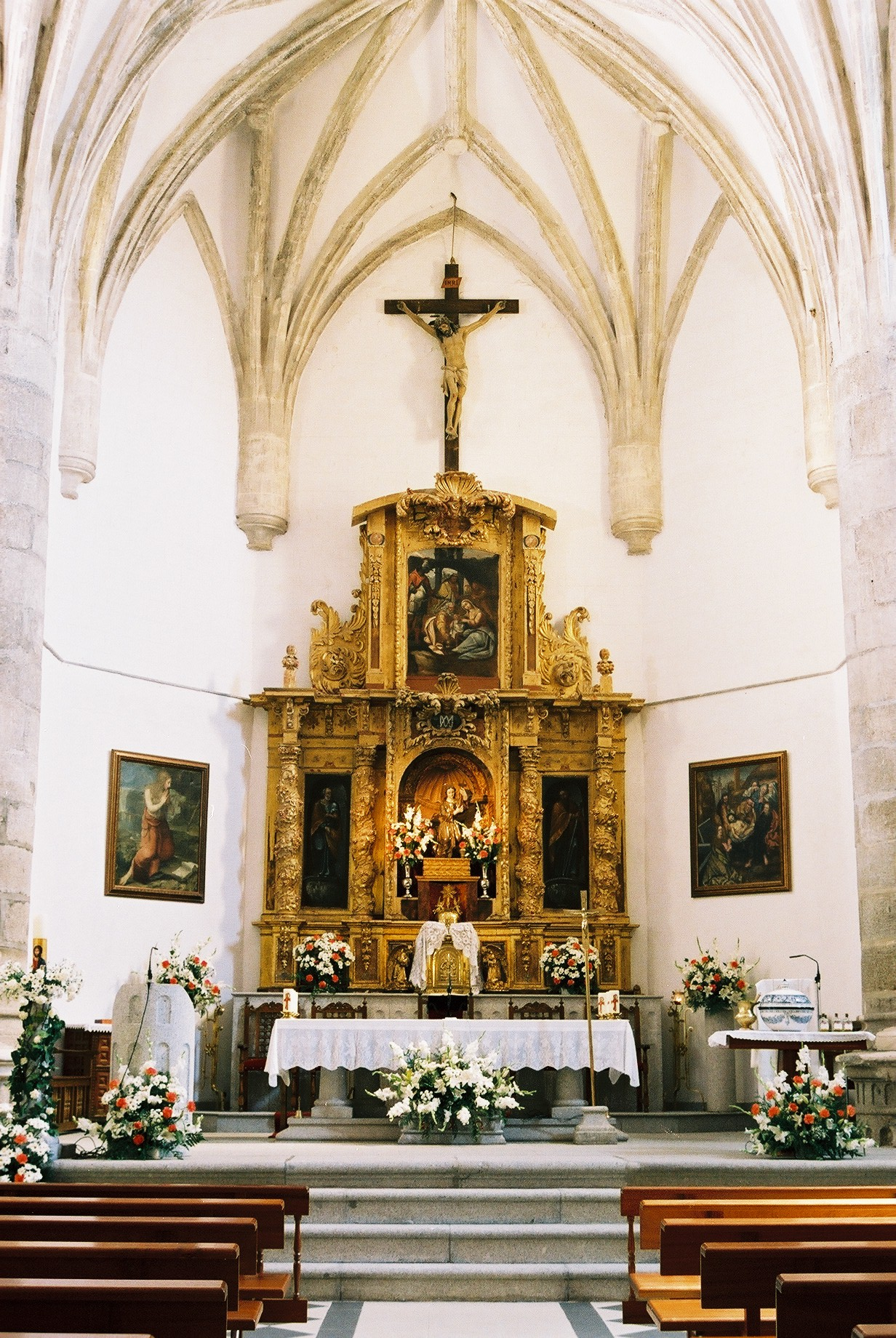
Altar Mayor de la Iglesia.

La iglesia parroquial de Santa María Magdalena en la localidad de Menasalbas (Provincia de Toledo, España) fue levantada en el siglo XVI, sustituyendo a otra más modesta. 
Es un templo de colosales proporciones y tres naves que lleva la factura de Juan de Aguirre en su cabecera gótica en la que se encuentra una capilla mayor de gran esbeltez en la que destaca su ábside con nervaduras góticas en su bóveda. Una segunda fase, de posterior fábrica, obra de Hernán González,discípulo de Juan de Herrera que había trabajado con Alonso de Cobarrubias en el hospital Tavera, ofrece grandes columnas rematadas con capiteles de gusto renacentista.
La iglesia presenta la peculiaridad de que no tiene torre debido a que fue demolida en el cañoneo al que fue sometida en las contiendas carlistas de la década de 1830 y que destruyó parcialmente el edificio, que hubo de ser reconstruido y levantada la espadaña que hoy sostiene sus campanas, en la década de 1860.
Su altar mayor está presidido por el retablo de la Adoración de los Reyes, procedente de la desaparecida parroquia de Santa María de los Reyes del despoblado de Caudilla, de donde se trajo tras proceder a una cuidada restauración con pan de oro. En el retablo destacan sus grandes columnas salomónicas y el cuadro de la Adoración de los Reyes. En el centro del mismo se encuentra una talla de Santa María Magdalena, la santa patrona de la parroquia.